# Svatá z Bleecker Street
Svatá z Bleecker Street (v anglickém originále The Saint of Bleecker Street) je opera tříaktová opera (autor ji označuje jako „hudební drama“) o třech dějstvích italsko-amerického skladatele Giana Carla Menottiho na vlastní libreto z roku 1954. Tématem je konflikt exaltované zbožnosti a bezvěrectví v prostředí italské komunity v New Yorku. Opera měla premiéru na Broadwayi 27. prosince 1954 a Menotti za ni obdržel Pulitzerovu cenu za hudbu za rok 1955.

## Vznik a premiéra opery
Svatá z Bleecker Street je Menottiho druhá celovečerní opera (po Konzulovi). Menotti se v ní vrátil k tématu napjatého vztahu mezi vírou a skepticismem, kterým se zabýval v Mediu a některých pozdějších dílech a který pro něj byl osobně důležitý. Skladatel napsal: „Ta intenzivní a žhnoucí víra, která živila mé dětství a jinošství, sežehla mou duši navždy. Svou víru jsem ztratil, ale je to ztráta, která mne stále znepokojuje.“ O něco později popsal kritik Winthrop Sargeant Menotiho vztah k náboženství takto: „Je to velmi nábožný člověk, jak ukazují témata některých jeho oper, ale má hluboký odpor ke katolické církvi, instituci, a níž se domnívá, že je dnes nepřítelem dobrého umění a dobré hudby.“
Jedním z bezprostředních podnětů bylo pro Menottiho setkání s Piem z Pietrelciny, kapucínským knězem žijícím v pověsti svatosti a trpícím stigmaty, roku 1951. Skladatel jej navštívil v San Giovanni Rotondo a chtěl s ním rozprávět o svých náboženských pochybách, řeholník jej však přijal nevraživě a jeho zájem odsoudil jako čirou zvědavost. Menotti byl výsledkem setkání hluboce zdrcen.
Druhým, souběžně řešeným tématem je postavení imigranta a hledání jak vlastní identity, tak přináležitosti k nějakému celku. V opeře jde konkrétně o dilemata, která řeší mladí italští přistěhovalci v newyorské čtvrti „Little Italy“, kteří se ocitají na rozhraní mezi svým tradičním společenstvím charakterizovaným jazykem, rurálními zvyky a pevným, společensky prožívaným katolicismem na jedné straně a moderním světem amerického velkoměsta na straně druhé.
Stejně jako v případě Konzula byla Svatá z Bleecker Street uvedena na Broadwayi, konkrétně v The Broadway Theatre patřícím společnosti bratří Shubertů a soustředěném na muzikály. Vlstní provedení však zajišťovaly soubory New York City Opera a City Center Theater for Music and Drama. Atmosféru nejistoty a odcizení přítomnou v textu a hudbě podtrhovala výprava ve stylu malíře George Tookera, jehož nejznámější obraz V metru (The Subway) sloužil za přímou předlohu prvnímu obrazu 3. dějství.
Kritické přijetí bylo velmi příznivé a Menotti za operu, jež byla považována za ještě lepší než Konzul, získal svou druhou Pulitzerovu cenu za hudbu, a to za rok 1955, a rovněž cenu Newyorského kruhu hudebních kritiků (New York Music Critics' Circle Award). Jeden z kritiků ji označil za „nejlepší novou operu, kterou bylo slyšet v USA od Gershwinovy Porgy a Bess“; někteří jiní kritikové ji však odsoudili jako pastiš ve stylu italského verismu (Mascagni: Sedlák kavalír). Reakce publika však byla mnohem zdrženlivější, první inscenace nedosáhla takového ohlasu, „jen“ 92 po sobě jdoucích představení bylo určitým zklamáním a zejména z finančního hlediska byla neúspěchem – možná pro dvojznačnost tématu (zbožnost nebo pověrečnost?) nebo pro nesympatičnost jednoho z hlavních hrdinů Micheleho. V únoru a březnu 1955 pořídila firma RCA Victor z premiérového nastudování gramofonovou nahrávku.

## Charakteristika opery
Hudební hodnota opery byla od počátku předmětem sporů: jak svědčí ocenění, část kritiky ji uznávala, ale například významný kritik Joseph Kerman ve své vlivné knize Opera and Drama Menottiho opery a Svatou z Bleecker Street zvláště podrobil zdrcující kritice: „Menotti je senzacionalista starého stylu, a to ve skutečnosti chabý; rozřeďuje chyby Strausse a Pucciniho, aniž by měl kteroukoli z jejich prchavých předností.“ Současná kritická stanoviska oceňují především divadelní účinnost opery, „silný, hluboce lidský příběh o skupině lidí, kteří se zdají být mimořádně autentičtí ve svých slabostech i síle“ – což český muzikolog Jan Trojan s určitým odstupem označuje jako „vysloveně operní příběh“. Hudba, někdy označovaná jako „skutečně krásná“, slouží především příběhu. Muzikolog Piotr Kaminski rozeznává vliv Pucciniho (Sestra Angelica), Musorgského i Wagnera, ale i autentické hudby italských lidových slavností, a nejvíce oceňuje sbory, které dokáží plynule a uvěřitelně přecházet z nábožného povznesení do divoké agrese.
Menotti o této opeře na sklonku svého života řekl: „Mám zvláště rád Svatou z Bleecker Street, za prvé proto, že zrcadlí opravdu velký konflikt v mé vlastní duši. Od svých dvaceti let jsem byl rozpolcen mezi vírou a pochybností. […] Je rovněž významná, protože to byla moje první velká, celovečerní opera. I Konzul […] měl celkem malý orchestr byl napsán pro malé divadlo. Toto je první opera skutečně zamýšlená pro velké divadlo. […] Lidé vždycky říkají, že moje [opera] je realistická, ale ve skutečnosti vůbec není. Je symbolická. Michele a Annina jsou částí mne; oba jsou symboly mého vnitřního boje.“ A o její budoucnosti se vyjádřil takto: „Mám podezření, že přežije mne i mé kritiky.“

## Inscenační historie
Svatá z Bleecker Street se ve Spojených státech nestala pravidelně hranou operou jako například Medium nebo Konzul, přesto však nikdy nezmizela zcela z repertoáru. Významné pro další inscenační praxi bylo nové nastudování souborem New Yok City Opera v právě dokončeném Lincoln Center for the Performing Arts (premiéra 18. března 1965).
Menší než očekávaný úspěch broadwayské inscenace nezpomalil cestu Svaté z Bleecker Street ze Spojených států do zahraničí. Menotti sám připravil ještě v téže sezóně premiéru v millánské La Scale (8. května 1955). Skladatel si pro titulní roli představoval Marii Callas, ale tehdejší intendant divadla Antonio Ghiringhelli měl s mladou zpěvačkou neshody a odmítl její angažování. V Itálii, kde její námět ze života Italoameričanů zaujal, pak byla Svatá z Bleecker Street z evropských zemí hrána nejčastěji (1968 festival ve Spoletu, 1970 Terst, 1992 Catania...). Roku 1955 ji hrála rovněž vídeňská Volksoper a berlínská Staatsoper. Ve Spojeném království ji uvedla jako první televize BBC (4. října 1956) a teprve v roce 1962 nastudovala britskou scénickou premiéru Kentish Opera Group v Civic Hall kentského města Orpington. Francouzská premiéra se konala v Lyonu roku 1968. V českých zemích se Svatá z Bleecker Street dosud nehrála.
Nejnověji byla nastudována mimo jiné roku 2007 v Central City Opera (2007), roku 2010 v Opéra Marseilles nebo roku 2011 v Dicapo Opera Theatre New York.

## Osoby a první obsazení
| Osoba                            | hlasový obor | světová premiéra (27.12.1954) |
| -------------------------------- | ------------ | ----------------------------- |
| Annina                           | soprán       | Virginia Copeland             |
| Don Marco                        | bas          | Leon Lishner                  |
| Michele                          | tenor        | David Poleri                  |
| Assunta                          | mezzosoprán  | Catherine Akos                |
| Maria Corona                     | soprán       | Maria Marlo                   |
| Desideria                        | mezzosoprán  | Gloria Lane                   |
| Salvatore                        | baryton      | David Aiken                   |
| Carmela                          | soprán       | Maria di Gerlando             |
| Mladý muž                        | tenor        | Richard Cassilly              |
| Mladá žena                       | soprán       | Elisabeth Carron              |
| Stará žena                       | soprán       | …                             |
| 1. host                          | tenor        | Keith Kaldenberg              |
| 2. host                          | baryton      | John Reardon                  |
| Concettina, pětileté dítě        | němá role    | Lucy Becque                   |
| Mariin němý 16letý syn           | němá role    | Ernesto Gonzales              |
| Výčepní                          | němá role    | Russell Goodwin               |
| Děvče                            | mluvená role | …                             |
| Mužský hlas                      | tenor        | …                             |
| Starý muž                        | bas          | …                             |
| Jeptiška                         | němá role    | …                             |
| Mladý kněz                       | němá role    | …                             |
| Sousedé, přátelé, policisté atd. |              |                               |
| Dirigent:                        | Dirigent:    | Thomas Schippers              |
| Režie:                           | Režie:       | Gian Carlo Menotti            |
| Výprava:                         | Výprava:     | Robert Randolph               |

## Instrumentace
Dvě flétny a pikola, dva hoboje a anglický roh, dva klarinety a basklarinet, dva fagoty a kontrafagot, čtyři lesní rohy, tři trubky, tři pozouny, tuba, tympány, tři bicí soupravy, harfa, klavír, smyčce; jevištní hudba: pikola, tři trubky, pozoun, tuba, dva bubny.

## Děj opery

### 1. dějství

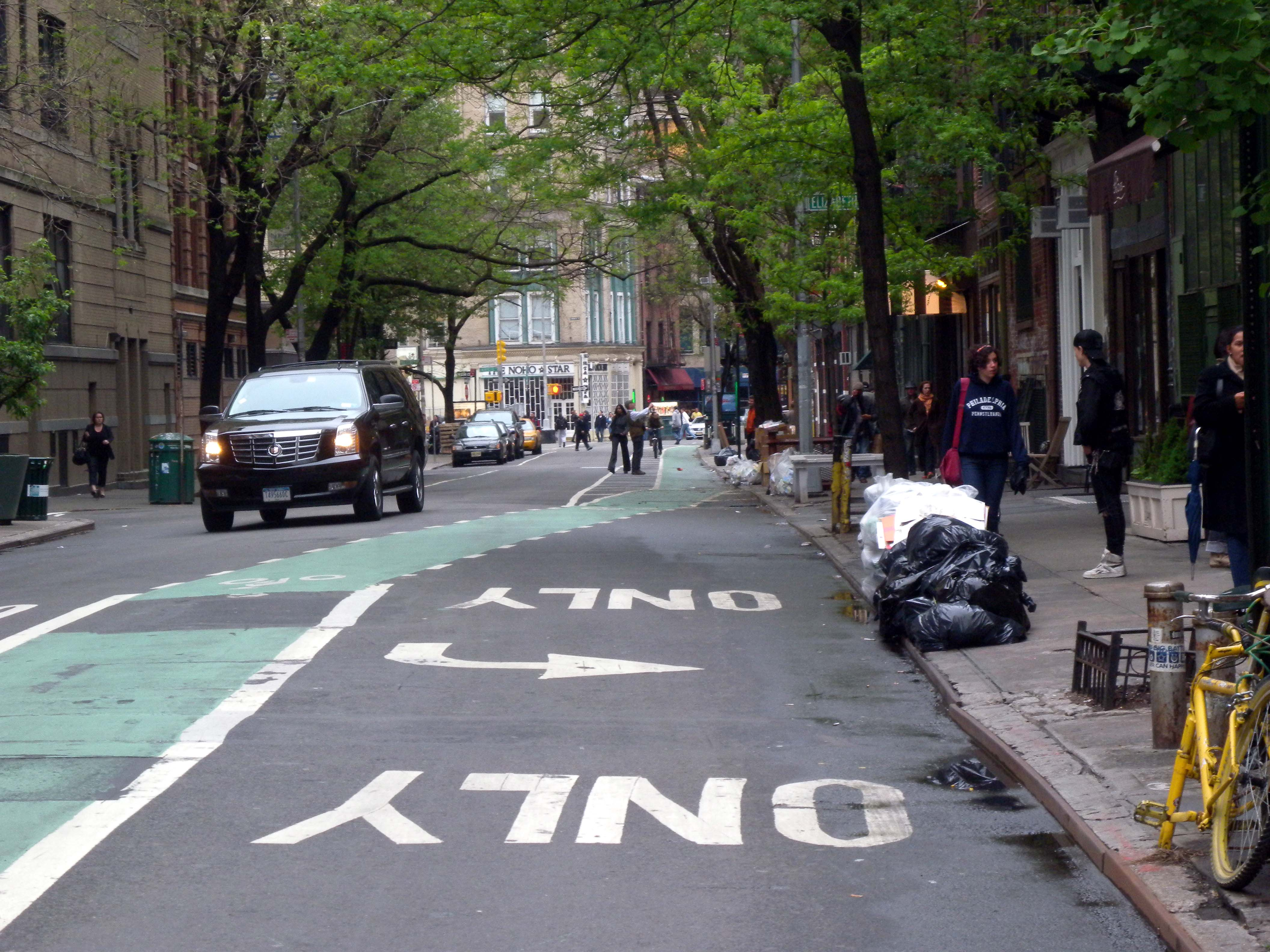
Bleecker Street v současnosti

(1. obraz – Nájemní byt v Bleecker Street, Velký pátek) Před dveřmi do ložnice nemocné dívky Anniny je shromážděno mnoho lidí; starší žena jménem Assunta předzpěvuje litanii (sbor Rosa mystica). Jeden z mladíků nakukuje dovnitř a popisuje Anninu, která jako by měla nějaké vidění. Většina lidí se shoduje, že trpící dívka je světice, každoročně o Velkém pátku má mystická vidění a na rukou a nohou se jí tvoří stigmata. Někteří věří, že je Annina uzdraví. I žena jménem Maria Corona přivedla svého hluchoněmého chlapce, aby ho dívka uzdravila, ale začíná pochybovat o její svatosti a vyprovokuje tím hádku. Tu zažehná až přicházející kněz Don Marco. Ten může vstoupit k dívce do ložnice a za chvíli ji vyvádí a usazuje do křesla uprostřed místnosti. Zatímco se sousedé modlí, Annina jako v transu vstává a popisuje scénu umučení Krista, jako by jí byla sama přítomna (árie Anniny Oh, sweet Jesus, spare me this agony). V okamžiku, kdy mají vojáci proklát Kristovy dlaně hřeby, Annina s výkřikem omdlévá se zakrvácenými dlaněmi. Lidé dívku obklopí a dotýkají se jejích stigmat.
V tom se vrací Anninin bratr Michele. Nevěří v Boha a pro něj je celá událost jen projevem pověrčivosti. Sousedy vyhání z bytu a bezvládnou Anninu odnáší zpět do ložnice. Don Marco zůstává, neboť se domnívá, že Annina ho potřebuje. Podle Michela však potřebuje spíše péči lékaře než kněze a mladík obviňuje Dona Marca, že cynicky využívá dívčiny nemoci. Don Marco je ale přesvědčen, že Anninin stav je dílem Božím a že ne on, ale sám Bůh je Michelovým protivníkem (árie Ah, poor Michele, it is not I your rival). Michele reaguje výsměchem a kněze vyhodí ze dveří.

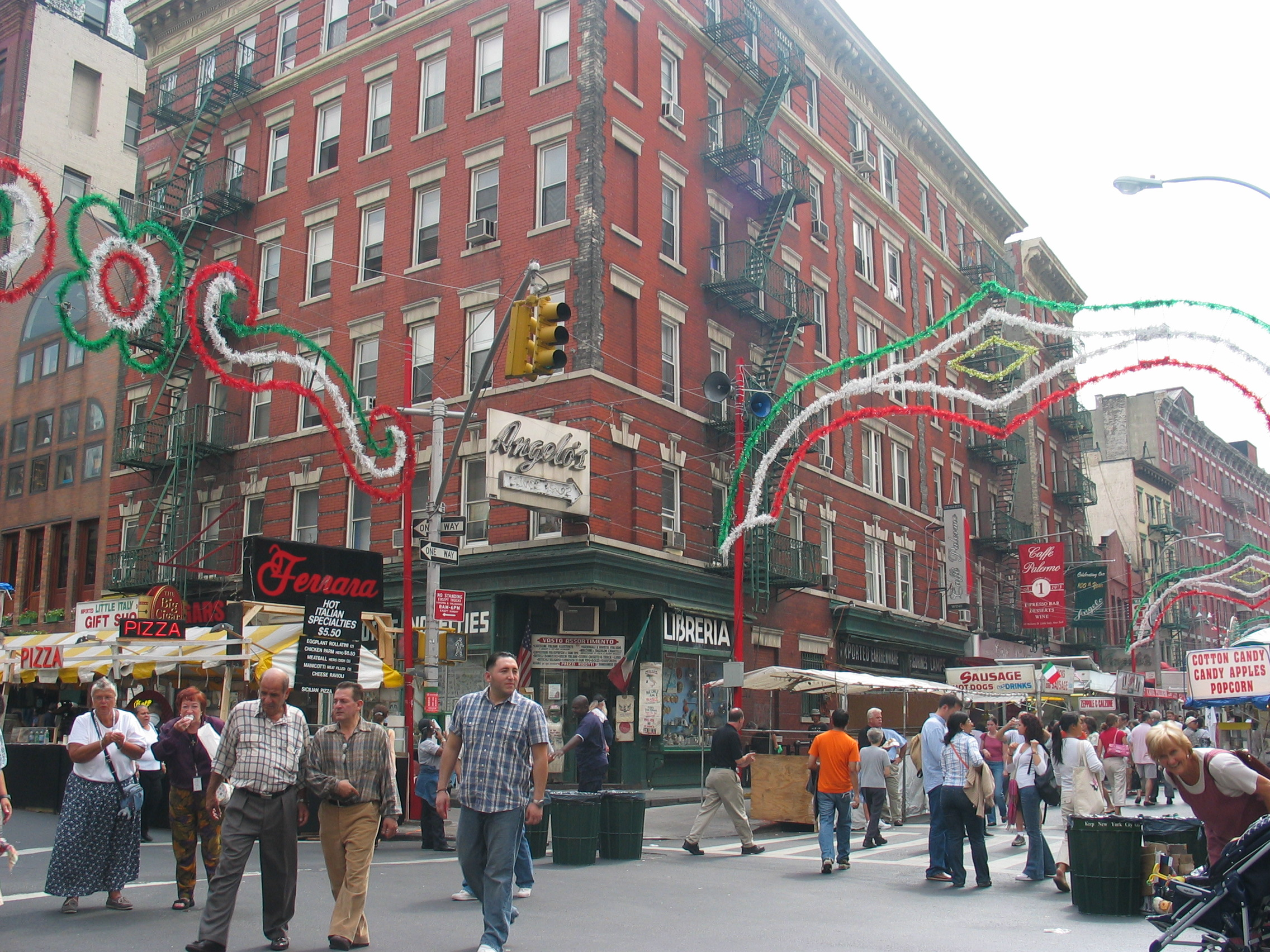
Little Italy v New Yorku – svátek San Gennaro

(2. obraz – Nezastavěná parcela na Mulberry Street, svátek sv. Januaria 19. září) Malá Itálie se připravuje na slavnost sv. Januaria (San Gennaro) s procesím na počest tohoto neapolského světce. Assunta zpívá ukolébavku svému synkovi (Canta ninna, canta nanna al mio bambino). Annina a její nejlepší přítelkyně Carmela zdobí kostým děvčátka Concettiny. Ženy ve slavnostních krojích odcházejí na slavnost, ale Annina s nimi nemůže, protože jí bratr účast na procesí přísně zakázal. – Carmela a Annina si kdysi slíbily, že se stanou společně řeholnicemi; nyní se ale Carmela kamarádce s obavami z její reakce přiznává, že se bude vdávat za Salvatora. Annina je za přítelkyni šťastná a sama se těší na svatbu se svým ženichem – Kristem (duet Annina, I've something to confess you).
Maria Corona přibíhá se zprávou, že italští mladíci, „synové San Gennara“, se chystají na Michela za to, že brání Anninině účasti na procesí. Assunta jej chce vyhledat a varovat, ale Michele se objeví, vysmívá se ženám a posílá je pryč. Se sestrou, jíž chce zabránit vstupu do kláštera, se dává do stále vzrušenějšího rozhovoru – vypráví jí, že ji odvede odsud, protože bez ní nemůže žít a nehodlá se jí vzdát ve prospěch Boha (duet Michele, Michele a Michelova árie Sister, I shall hide you and take you away). Jejich hádku přeruší okolojdoucí průvod (sbor Veglia su di noi). Dav se zmocní Anniny, kterou odnášejí na ramenou jako světici, a Micheleho přiváží k drátěnému plotu. Když jsou všichni pryč, vysvobodí potupeného mladíka jeho milenka Desideria a snaží se ho utěšit.

### 2. dějství
(Italská restaurace v sousedství, následující květen) Salvatore a Carmela slaví svatbu, právě byly pořízeny svatební fotografie (svatební písně a tance Ha l'occhio nero nero della quaglia a Eh già che i giovinotti) I Michele a Annina se baví. Jen Desideria jako jediná dívka ze sousedství nebyla pozvána, protože její volný svazek s Michelem pohoršuje mravní přesvědčení komunity. Zatímco ostatní tančí ve vedlejší místnosti, Desideria se schází s Michelem: její matka ji vyhodila z domu a je načase, aby se k ní Michele veřejně přiznal – a to tím, že ji uvede ke svatebnímu stolu. Michele se zdráhá, nechce vyvolat pohoršení na svatbě Annininy nejlepší přítelkyně, ale Desideria trvá na svém a varuje svého milence před následky jeho nerozhodnosti (árie Desiderie Ah. Michele, don't you know that love can turn to hate).
Michele, již dosti posilněný pitím, se tedy rozhodne Desiderii uvést mezi svatebčany. Don Marco se mu v tom snaží z obavy před skandálem zabránit, ale ani sestřiny prosby Michela nezastaví a skutečně dochází ke konfrontaci se svatebními hosty, kteří se snaží Desiderii vypudit. Michele je obviňuje z pokrytectví a zbabělosti: nedokáží se rozhodnout být ani Američané, ani Italové (árie Michela I know that you all hate me… I do want to belong). To přirozeně vyvolá pohoršení. Annina se za bratra omlouvá, Don Marco se snaží horké hlavy upokojit a odvádí novomanžele pryč. Michele žádá Anninu o odpuštění a chce s ní odejít domů. Ale Desideria je rozzlobena jeho chováníma obviňuje jej, že nemiluje ji, ale svou sestru. Opilý Michele je tímto obviněním prudce dotčen a doráží na Desiderii, aby odvolala. Annina se ho snaží odvést, ale Michele se jí vyprostí, sebere nůž a svou milenku probodne. Pak prchá před policií, zatímco Annina drží umírající Desiderii v náručí a modlí se s ní.

### 3. dějství
(1. obraz – Pasáž metra, zima, časně ráno) Annina netrpělivě čeká u novinového stánku, který obhospodařuje Maria Corona se svým hluchoněmým synem. Brzy přivádí Don Marco Micheleho na tajnou schůzku se sestrou, ale nejprve ho varuje, aby ji příliš nerozrušil. – Bratr a sestra se dojatě obejmou, ale Anninino vyzvání, aby se vydal spravedlnosti, Michele nevyslyší. Nadále s ní chce uprchnout, protože na světě nemá než ji. Ale Annina se mu svěřuje, že je smrtelně nemocná (což Maria Corona dokládá citací horoskopu) a že chce ještě před smrtí vstoupit do řeholního řádu. Michele to nechce přijmout, protože prý ji potřebuje více než kdy jindy, Annina je však pevně rozhodnuta. Už nemůže Michelovi pomoci nijak jinak než modlitbou, cítí neodolatelné volání Boha a dává bratrovi poslední sbohem. Michele v hněvu a zoufalství opět utíká.
(2. obraz – Anninin byt, jako v 1. jednání) Bledá Annina, zahalená v pokrývce, sedí bezvládně v křesle. Je na konci svých sil a čeká na zvláštní církevní povolení, aby mohla vstoupit do řádu. Kolem ní klečí sousedky – Assunta, Maria Corona a další – a zpívají Agnus Dei. Carmela pláče, Salvatore ji utěšuje. Annina doufá, že se přece jen stihne stát Kristovou nevěstou dříve, než ji zastihne smrt; a protože pro tuto příležitost nemá vhodný oděv, přináší jí Carmela své svatební šaty. I don Marco je zde. Brzy přichází posel s potvrzením, že církev Anninině žádosti vyhověla. Don Marco nemocné zvěstuje radostnou zprávu (árie Annina, Annina, prepare yourself for a great joy). Annina přijímá novinu s radostí a prosí smrt, aby posečkala ještě chvíli, než dokoná své poslání (árie Oh, my Love, at last the hour has come). Carmela a přítomná jeptiška ji odvádějí do ložnice převléci se k obřadu; i don Marco se u domácího oltáře připravuje. Assunta mezitím sděluje ostatním, že Michele byl spatřen poblíž a prý se bude snažit nebohou Anninu strhnout s sebou do pekla. Don Marco posílá Salvatora, aby Michelovi případně zabránil v přístupu.
Annina se vrací a začíná obřad: Annina klepe na zástěnu a je jí otevřeno, rozprostře se před oltářem, je přikryta bílým závojem a černým suknem, nakonec pozvednuta na kolena k modlitbě před oltářem (scéna obřadu Gloria tibi Domine). V té chvíli vtrhne Michele; lidé ho zadrží, ale on alespoň vyzývá svou sestru, aby se vrátila na tento svět, kde potřebuje její lásku. Ale Annina už ho nevnímá a Michele rezignovaně a v pláči pozoruje, jak přerušený obřad pokračuje. Na jejím konci klesá Annina mrtva k zemi. Don Marco jí navléká na bezvládnou ruku prsten symbolizující její svazek s Kristem.

## Diskografie
- 1955 (LP RCA 6032; CD Naxos 8.111360-61) Zpívají: (Annina) Gabrielle Roggero, (Michele) David Poleri, (Desideria) Gloria Lane, (Carmela) Maria Di Gerlando, (Don Marco) Leon Lishner, (Assunta) Catherine Akos, (Maria Corona) Maria Marlo, (její syn) Ernesto Gonzales, (Salvatore) David Aiken, (Concettina) Lucy Becque, (mladý muž) Richard Cassilly, (mladá žena) Elizabeth Carron, (1. host) Keith kaldenberg, (2. host) John Reardon, (výčepní) Russel Goodwin. Diriguje Thomas Schippers.
- 2001 (CD Chandos 9971) Zpívají: (Annina) Julia Melinek, (Assunta) Yvonne Howard, (Carmela) Sandra Zeltzer, (Desideria) Pamela Helen Stephen, (Don Marco) John Marcus Bindel, (Maria Corona) Amelia Farrugia, (Michele) Timothy Richards, (Salvatore) Vitali Rotzynko. Sbor a orchestr festivalu ve Spoletu řídí Richard Hickox. Živá nahrávka.